# Charles-Eugène Bernard
 (mars 2016).
Si vous disposez d'ouvrages ou d'articles de référence ou si vous connaissez des sites web de qualité traitant du thème abordé ici, merci de compléter l'article en donnant les références utiles à sa vérifiabilité et en les liant à la section « Notes et références ».
Charles-Eugène Bernard est un photographe canadien qui a vécu de son art en Gaspésie, né le 19 mai 1922 à Carleton-sur-Mer et mort le 21 avril 2002 à l'âge de 79 ans. Le fonds d'archives de Charles E. Bernard est conservé au Musée de la Gaspésie et est composé de 3 314 photographies en négatifs et diapositives.  

## Biographie
Il étudie au Couvent de Dalhousie, au Collège Sacré-Cœur de Montmagny, à l'Université de Chatham et finalement à l'École de photographie de Montréal. En 1944, il épouse Estelle Allard qui deviendra sa collaboratrice. En 1950, il ouvre un studio de photographie à Carleton-sur-Mer. En 1955, il fait des stages à l'Université Western de London (Ontario) et en 1959 au New York Institute of Photography (en). Dans les années 1980, Charles-Eugène Bernard présente une vingtaine d'expositions au Québec.
Les œuvres de Charles-Eugène Bernard sont des images reflétant la Gaspésie des années 1950 à 1970. Il a contribué à faire connaître la région particulièrement par la carte postale populaire auprès des touristes de son époque. Charles-Eugène Bernard a dû utiliser toutes les facettes de la photographie pour vivre de ce métier hors des grandes villes. Ses photographies font ressortir l'image historique de cette époque, la vie religieuse et sociale dans la Gaspésie qu'il a parcourue. Il laisse une trace tangible de la vie gaspésienne.

## Activités photographiques
Ayant son propre studio, les gens pouvaient obtenir des photographies professionnelles.    
Il faisait reproduire ses photographies sous forme de cartes postales. Le studio étant situé près de la plage et des hôtels, jusqu'à 50 000 cartes postales étaient vendues chaque année.
Il effectue de nombreuses photographies de mariage avec la collaboration d'Estelle son épouse. Ceci leur permettait de photographier deux mariages dans des villages différents.
Il travaille aussi comme photojournaliste pigiste pour différents journaux de la province de Québec dont Le Soleil, L'Action catholique et le journal régional L'Aviron (1962-2015). Il couvre la visite de la reine Élisabeth II et de politiciens dont John George Diefenbaker, Lester B. Pearson et Jean Lesage.

## Reconnaissance
Des photographies exclusives du procès retentissant de Wilbert Coffin pour le journal La Presse.
En 2011, la municipalité de Carleton-sur-Mer donne son nom à la rue où il est né.
Ses photographies ont fait la couverture de plusieurs publications à caractère historique : Histoire de la Gaspésie (1981), La mer nourricière (2007) et Magazine Gaspésie (2010).
Il a fait l'objet de nombreux articles.  Même après son décès ses photos sont exposées entre autres en 2016 pour "Mémoirte des pêcheurs gaspésiens", Exposition de photographies en plein air du 1er juillet au 30 septembre 2016 sur la rue du Banc, Rivière-au-Renard .